# Jagdstaffel 51
A Jagdstaffel 51, conhecida também por Jasta 51, foi um esquadra de aeronaves da Luftstreitkräfte, o braço aéreo das forças armadas alemãs durante a Primeira Guerra Mundial. A esquadra abateu 24 aeronaves inimigas durante a sua existência.

## Aeronaves
- Fokker D.VII